# Val Verde Park, Texas
Val Verde Park là một nơi ấn định cho điều tra dân số (CDP) thuộc quận Val Verde, tiểu bang Texas, Hoa Kỳ. Năm 2010, dân số của nơi này là 2384 người.

## Dân số
- Dân số năm 2000: 1945 người.
- Dân số năm 2010: 2384 người.